# Неустроев, Константин Гаврилович
Константин Гаврилович Неустроев (15 мая 1858, Якутск — 9 ноября 1883, Иркутск) — российский революционер, учёный, народоволец якутского происхождения.

## Биография
Константин Неустроев родился в Якутске в семье российского чиновника, обрусевшего якута Гаврилы Константиновича Неустроева и дочери главы Западно-Кангаласского  Никифора Гавриловича Гермогенова. После смерти родителей (мать умерла при неудачных родах, отец умер, когда Косте было 5 лет), его усыновил дядя - Глава Западно-Кангаласского улуса Александр Никифорович Гермогенов. Учился в Якутской прогимназии (1873), затем в Иркутской гимназии. В 1881 году окончил Петербургский университет с дипломом кандидата естественных наук. В студенческие годы Неустроев увлекся революционными идеями. В том же году он возвратился в Иркутск и стал работать учителем женской гимназии и воспитателем в мужской гимназии.
В 1881 году организовал тайный народовольческий кружок, в который вошло большое количество гимназической молодежи и политических ссыльных. Задача кружка: установление связи с политзаключенными, организация их побегов, снабжение их одеждой, деньгами, явочными квартирами по пути следования в Сибирь. Кружок имел отделения в Забайкалье, Балаганске, Верхоленске, Киренске и в Якутске. Члены кружка в апреле 1882 года организовали побег из Иркутской тюрьмы двух женщин-политзаключенных.
В октябре 1882 года Константин Неустроев был арестован по подозрению в организации побега Елизаветы Ковальской и Софии Богомолец из иркутской тюрьмы.
26 октября 1883 года арестованного посетил генерал-губернатор Восточной Сибири Д. Г. Анучин. Неустроев нанес Анучину пощечину. За «оскорбление действием» губернатора 5 ноября 1883 года он был предан Иркутскому военно-полевому суду и приговорен к смертной казни. 
9 ноября 1883 года Константин Неустроев был расстрелян в Иркутской тюрьме. Перед смертью отказался исповедаться священнику, объявив себя атеистом.

## Реакция общественности
«Здешнее общественное мнение было сильно возбуждено против генерала Анучина» — телеграфировал 19 ноября в Департамент полиции начальник Иркутского жандармского управления. «Анучину просто нельзя было проехать по городу — ему кричали: „Убийца!“. Ворота его несколько раз были вымазаны кровью» — сообщал № 10 газеты «Народная воля». Иркутская газета «Сибирь» в номере от 13 ноября 1883 года напечатала на стр. 4 в отделе хроники, что 9 ноября (в день казни Неустроева) совершено возмутительное убийство невинного человека.
При таких обстоятельствах Анучин был вынужден уйти в отставку.

## В литературе
Фамилию Неустроева и некоторые факты его биографии использовал Л. Н. Толстой в романе «Нет в мире виноватых».